# Arkadiusz Kowszyk
Arkadiusz Kowszyk (ur. 9 lutego 1891 w majątku Rojówka, pow. wilejski, zm. wiosną 1940 w Katyniu) – kapitan intendent Wojska Polskiego, kawaler Krzyża Walecznych, ofiara zbrodni katyńskiej.

## Życiorys
Urodził się w rodzinie Cypriana i Julii z Rożnowskich. Żołnierz I Korpusu Polskiego w Rosji. Uczestnik wojny 1920, brał udział w obronie Wilna.
W okresie międzywojennym pozostał w wojsku. 1 kwietnia 1921 został zatwierdzony w stopniu porucznika piechoty „z grupy byłych Korpusów Wschodnich i byłej armii rosyjskiej”. W 1923 służył w stopniu porucznika ze starszeństwem z dniem 1 czerwca 1919 i 1273 lokatą w 86 pułku piechoty. Od dnia 13 grudnia 1931 do dnia 16 stycznia 1932 był przydzielony do kadry batalionu zapasowego 86 pp. W 1933 jako porucznik 86 pułku został skierowany na 4-miesięczną praktykę u płatnika. Z dniem 1 grudnia 1933 został przeniesiony z korpusu oficerów piechoty do korpusu oficerów intendentów ze starszeństwem z dniem 1 czerwca 1919 i 108, 45 lokatą z jednoczesnym wyznaczeniem na stanowisko płatnika 86 pułku piechoty.
W kampanii wrześniowej był kwatermistrzem 85 pułku piechoty. Od połowy września ppłk dypl. August Wiktor Nowosielski odtwarzał 77 pułk piechoty głównie z żołnierzy 77  i 85 pp. Zorganizował dwubatalionowy pułk. Kpt. Kowszyk objął w nim funkcję kwatermistrza. Pułk wszedł w skład grupy płk. Kruka-Śmigli, następnie samodzielnie przebijał się ku Wiśle. Około 17 września przeprawił się przez Wisłę, a następnie wszedł w skład grupy płk Zieleniewskiego. Walczył do 2 października 1939.
Arkadiusz Kowszyk został wzięty do niewoli radzieckiej. Według stanu na kwiecień 1940 był jeńcem obozu w Kozielsku. Między 4 a 7 kwietnia 1940 przekazany do dyspozycji naczelnika smoleńskiego obwodu NKWD – lista wywózkowa bez numeru z 2.04.1940. Został zamordowany między 4 a 7 kwietnia 1940 przez NKWD w lesie katyńskim. Zidentyfikowany podczas ekshumacji prowadzonej przez Niemców w 1943, zapis w dzienniku ekshumacji pod datą 15.04.1943. Przy szczątkach znaleziono kartę pocztową. Figuruje na liście AM-169-127 i liście Komisji Technicznej PCK pod numerem: GARF-5-0124. W spisie AM i PCK błędnie napisano nazwisko – Kowszik. Na liście PCK nie odnotowano znalezienia karty pocztowej. Krewni do 1946 poszukiwali informacji przez Biuro Informacji i Badań Polskiego Czerwonego Krzyża w Warszawie. W Archiwum Robla (pakiet 02567-03) znajduje się (znaleziony przy szczątkach Konstantego Zacherta) spis grupy oficerów z obozu kozielskiego nie posiadających środków pieniężnych.
Był żonaty z Jadwigą z Szabłowskich, miał dwóch synów.
5 października 2007 minister obrony narodowej Aleksander Szczygło mianował go pośmiertnie na stopień majora. Awans został ogłoszony 9 listopada 2007, w Warszawie, w trakcie uroczystości „Katyń Pamiętamy – Uczcijmy Pamięć Bohaterów”.

## Ordery i odznaczenia
- Krzyż Walecznych[11]
- Medal Niepodległości – 9 listopada 1933 „za pracę w dziele odzyskania niepodległości”[12]
- Srebrny Krzyż Zasługi – 10 listopada 1928[13][14]
- Krzyż Zasługi Wojsk Litwy Środkowej[15]
- Krzyż Kampanii Wrześniowej – pośmiertnie 1 stycznia 1986[16]